# Justicia concavibracteata
Justicia concavibracteata är en akantusväxtart som beskrevs av Gustav Lindau. Justicia concavibracteata ingår i släktet Justicia och familjen akantusväxter. Inga underarter finns listade i Catalogue of Life.